# Livre pour cordes

Livre pour cordes est une œuvre pour orchestre à cordes composée par Pierre Boulez en 1968, et révisée en 1988.

## Histoire
Il s'agit de la version pour orchestre à cordes des sections I a et I b du Livre pour quatuor, une œuvre pour quatuor à cordes composée en 1948-1949. La partition est considérablement remaniée : « Le quatuor d'origine n'était pas tant étendu qu'explosé (à un endroit de la partition, on trouve désormais trente-quatre parties de musique) en une œuvre à la complexité, à la profondeur et à la beauté des textures insurpassable ».
Cette œuvre est créée en deux temps, à une semaine d'intervalle : le 1er décembre 1968, la partie Ia est interprétée pour la première fois à Londres, par le New Philharmonia Orchestra sous la direction de Pierre Boulez. La partie I b l'est le 8 décembre 1968 à Brighton, par les mêmes interprètes.
La version révisée de l'œuvre est créée le 12 mai 1989, à Los Angeles (partie I a), par l'Orchestre philharmonique de Los Angeles, sous la direction de Pierre Boulez.
C'est l'œuvre de Pierre Boulez la plus jouée par l'Orchestre symphonique de Londres, avec une vingtaine de fois.

## Mouvements
1. I a - Variation
2. I b - Mouvement